# カーネギー (競走馬)
カーネギー (Carnegie) はアイルランドで生産され、フランスで調教を受けた競走馬。
フランス・イギリス・アメリカで走り、通算13戦7勝。3歳時の1994年に凱旋門賞で優勝し、母デトロワと母仔二代凱旋門賞制覇を達成。ほかにフランスの重賞を3勝。競走馬引退後は 種牡馬として日本に輸出され、オセアニアとを行き来するシャトル種牡馬となり、ブルードメアサイアーとしてGI競走6勝を挙げたモーリスを出している。
馬名はアメリカの実業家アンドリュー・カーネギーに由来する。

## 戦歴
父サドラーズウェルズはヨーロッパを代表する大種牡馬、母デトロワは1980年の凱旋門賞をコースレコードで優勝した名牝という良血馬で、ドバイの大馬主ムハンマド・ビン＝ラーシド・アール＝マクトゥーム（シェイク・モハメド）に購買され、フランスのトップ調教師アンドレ・ファーブルに預けられるというエリートだった。しかし脚部不安もあってデビューは3歳3月と遅れ、デビュー戦こそ勝ち上がったが、その後2連敗を喫し、クラシックレースは断念。
夏に本格化し、Lペリーズ賞、G2ユジェーヌアダム賞、G2ニエル賞と3連勝をあげ、凱旋門賞に駒を進めると、その年のキングジョージ6世&クイーンエリザベスステークス勝ち馬のキングスシアターや、同2着馬で武豊騎乗のホワイトマズルらを抑えて優勝。レース史上初の母仔制覇を達成した。
4歳となった1995年も現役を続け、G1サンクルー大賞とG3フォワ賞を勝つが、「キングジョージ」及び連覇を狙った凱旋門賞はいずれもラムタラの6着に敗れ、ブリーダーズカップ・ターフ3着を最後に競走馬を引退。種牡馬となった。

### 競走成績
- 1994年（7戦5勝）
  - 凱旋門賞 (G1) 、ユジェーヌアダム賞 (G2) 、ニエル賞 (G2)
- 1995年（6戦2勝）
  - サンクルー大賞 (G1) 、フォワ賞 (G3)

## 種牡馬として
引退後は日本に渡り、1996年はアロースタッドに繋養されたが、翌1997年より社台スタリオンステーションに移動した。同年からは日本の種付けシーズン終了後、南半球（ニュージーランド）に移動して種牡馬生活をする「シャトル種牡馬」となる。2002年の種付けシーズン終了後、オーストラリアへ正式に輸出される。
日本では1999年に初年度産駒がデビューを迎え、その中からカーネギーダイアンが青葉賞に優勝したが、その後は他の欧州活躍馬やサドラーズウェルズ系種牡馬の例に漏れず、日本のスピード競馬に苦戦している。
一方、オセアニアにおいては、近親にオセアニアの大種牡馬ザビールがいるという血統背景から人気を博し、Carnegie Express （ローズヒルギニー、カンタベリーギニー）やAmalfi（2001年のヴィクトリアダービー優勝馬）等、多くの活躍馬を輩出している。
2012年8月9日に死亡した。

### 主な産駒
- カーネギーダイアン（青葉賞）
- ホオキパウェーブ（オールカマー）
- マヤノスターダム（阪神ジャンプステークス）
- Amalfi（ヴィクトリアダービー）
- Carnegie Express（カンタベリーギニー、ローズヒルギニー）
- Perlin（ドゥームベンカップ、アンダーウッドステークス）
- Tuesday Joy（クールモアクラシック）

ブルードメアサイアーとしてのおもな産駒は以下のとおり。
- モーリス（安田記念、マイルチャンピオンシップ、香港マイル、チャンピオンズマイル、天皇賞（秋）、香港カップ、ダービー卿チャレンジトロフィー、母メジロフランシス）
- アドマイヤコマンド（青葉賞、母トコア）
- アドマイヤホクト（ファルコンステークス、母リドルミー）
- メイショウナルト（小倉記念、七夕賞、母スターペスミツコ）
- エピカリス（北海道2歳優駿、母スターペスミツコ）
- Whobegotyou（ヤルンバステークス、コーフィールドギニー、母Temple of Peace）

## 血統表
| カーネギーの血統            | カーネギーの血統                | カーネギーの血統      | （血統表の出典）      | （血統表の出典） |
| 父系                        | サドラーズウェルズ系            | サドラーズウェルズ系  | サドラーズウェルズ系  | [ § 2 ]          |
| 父 Sadler's Wells 1981 鹿毛 | 父の父Northern Dancer 1961 鹿毛 | Nearctic              | Nearco                | Nearco           |
| 父 Sadler's Wells 1981 鹿毛 | 父の父Northern Dancer 1961 鹿毛 | Nearctic              | Lady Angela           |                  |
| 父 Sadler's Wells 1981 鹿毛 | 父の父Northern Dancer 1961 鹿毛 | Natalma               | Native Dancer         | Native Dancer    |
| 父 Sadler's Wells 1981 鹿毛 | 父の父Northern Dancer 1961 鹿毛 | Natalma               | Almahmoud             |                  |
| 父 Sadler's Wells 1981 鹿毛 | 父の母Fairy Bridge 1975 鹿毛    | Bold Reason           | Hail to Reason        | Hail to Reason   |
| 父 Sadler's Wells 1981 鹿毛 | 父の母Fairy Bridge 1975 鹿毛    | Bold Reason           | Lalun                 |                  |
| 父 Sadler's Wells 1981 鹿毛 | 父の母Fairy Bridge 1975 鹿毛    | Special               | Forli                 | Forli            |
| 父 Sadler's Wells 1981 鹿毛 | 父の母Fairy Bridge 1975 鹿毛    | Special               | Thong                 |                  |
| 母 Detroit 1977 黒鹿毛      | 母の父Riverman 1969 鹿毛        | Never Bend            | Nasrullah             | Nasrullah        |
| 母 Detroit 1977 黒鹿毛      | 母の父Riverman 1969 鹿毛        | Never Bend            | Lalun                 |                  |
| 母 Detroit 1977 黒鹿毛      | 母の父Riverman 1969 鹿毛        | River Lady            | Prince John           | Prince John      |
| 母 Detroit 1977 黒鹿毛      | 母の父Riverman 1969 鹿毛        | River Lady            | Nile Lily             |                  |
| 母 Detroit 1977 黒鹿毛      | 母の母Derna 1961 鹿毛           | Sunny Boy             | Jock                  | Jock             |
| 母 Detroit 1977 黒鹿毛      | 母の母Derna 1961 鹿毛           | Sunny Boy             | Fill de Soleil        |                  |
| 母 Detroit 1977 黒鹿毛      | 母の母Derna 1961 鹿毛           | Miss Barberie         | Norseman              | Norseman         |
| 母 Detroit 1977 黒鹿毛      | 母の母Derna 1961 鹿毛           | Miss Barberie         | Vaneuse               |                  |
| 母系(F-No.)                 | 16号族(FN:16-c)                 | 16号族(FN:16-c)       | 16号族(FN:16-c)       | [ § 3 ]          |
| 5代内の近親交配             | Lalun 4×4, Nearco 4×5           | Lalun 4×4, Nearco 4×5 | Lalun 4×4, Nearco 4×5 | [ § 4 ]          |
| 出典                        | 1. 2. 3. 4.                     | 1. 2. 3. 4.           | 1. 2. 3. 4.           | 1. 2. 3. 4.      |

8歳年上の半兄レイクエリー（父キングズレイク）はイギリスG3セントサイモンステークスの優勝馬で、4歳年上の半兄アンティサール（父ノーザンダンサー）はフランスG2ギョーム・ドルナーノ賞の優勝馬。ほか、伯母にイギリスG1チェヴァリーパークステークスなどの優勝馬ダータル、従兄にオークツリー招待ステークスなどの優勝馬フィラーゴがいる。